# Takydromus septentrionalis
Takydromus septentrionalis (довгохвостка китайська) — вид ящірок родини ящіркових (Lacertidae). Ендемік Китаю.

## Поширення і екологія
Китайські довгохвостки мешкають в китайських провінціях Шаньсі, Ганьсу, Хенань, Гуандун, Цзянсу, Аньхой, Хубей, Сичуань, Чжецзян, Фуцзянь, Цзянсі, Хунань, Гуйчжоу та Юньнань, за деякими свідченнями, також на Тайвані. Вони живуть в субтропічних лісах, на луках і в чагарниках, на висоті до 1700 м над рівнем моря. Живляться дрібними членистоногими. Впадають у сплячку в листопаді, коли температура опускається нижче 11 °C, стають активними протягом квітня і травня. Розмножуються з травня по серпень, самиці відкладають яйця, в кладці від 2 до 6 яєць. Інкубаційний період триває 26-44 дні.